# Niederpöllnitz
Niederpöllnitz ist ein Ortsteil der Gemeinde Harth-Pöllnitz im Landkreis Greiz in Thüringen.

## Geografie
Niederpöllnitz liegt in welliger, nördlich des Ortes bewaldeter und von Seen durchsetzter Landschaft.

## Geschichte

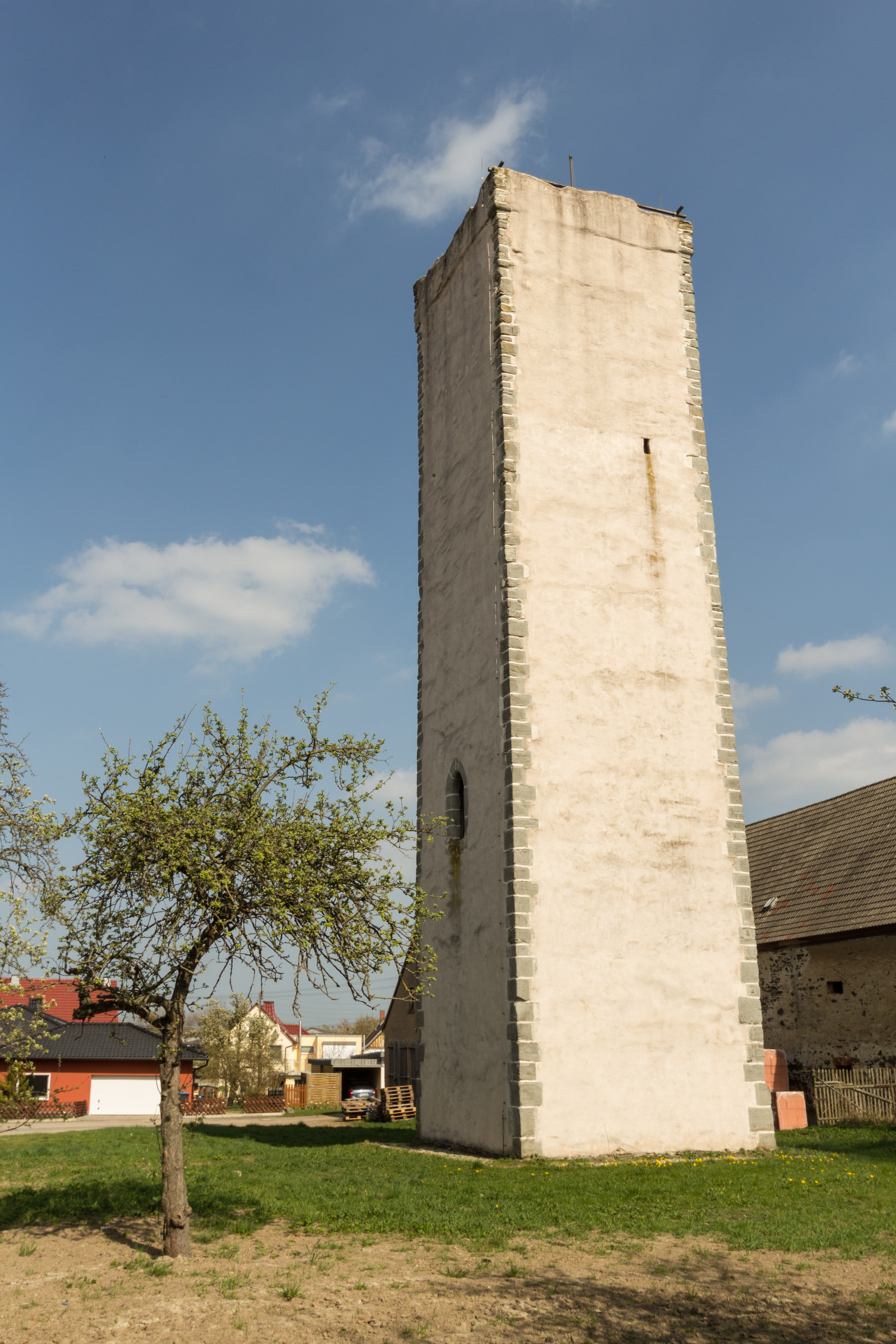
Burgturm in Niederpöllnitz

Von der am Oberlauf des Pöllnitzbaches von Niederpöllnitz liegenden Wasserburg (Burg Pöllnitz) sind nur noch der hohe quadratische Turm sowie einige Mauerreste erhalten geblieben. Ab 1130 wurde Albertus Pullnitz erwähnt. Die Pullnitz waren Dienstmannen der Markgrafen von Meißen. 1238 wurde Gottschalk von Pöllnitz als wettinischer Gefolgsmann erwähnt. Später waren die Pöllnitzer Vasallen der Vögte von Weida. Im 15. Jahrhundert kam die Burg in Besitz der Herren von Planitz. Danach wechselten die Besitzer oft.
1266 war aber erst die urkundliche Ersterwähnung.
1923 war Carl Graf von Hohenthal Eigentümer des 127 Hektar großen Gutes in Niederpöllnitz. Pächter war Herr Siemer. Nach dem Zweiten Weltkrieg wurde das Gut nach den Beschlüssen der Alliierten enteignet und der Boden sowie das Inventar an Umsiedler und landarme Bauern übereignet.
Am 1. Juli 1950 wurden die bis dahin eigenständigen Gemeinden Uhlersdorf und Wetzdorf eingegliedert.
Am 9. April 1994 wurde Niederpöllnitz in die Gemeinde Pöllnitz eingegliedert. Am 21. Dezember 1995 erfolgte die Umgliederung nach Harth-Pöllnitz.

## Wirtschaft und Infrastruktur
Am Bahnhof Niederpöllnitz befindet sich das Kraftfutterwerk der HaGeVa.
Das Geologische Probenarchiv Thüringen (GEOPAT) befindet sich in Niederpöllnitz.
Niederpöllnitz besitzt einen Bahnhof an der Bahnstrecke von Gera nach Saalfeld. Ferner war hier der Ausgangspunkt der Bahnstrecke Niederpöllnitz–Münchenbernsdorf, auf der 1967 der Personenverkehr eingestellt wurde. Der Regionalverkehr wird heute durch die RVG Regionalverkehr Gera/Land auf einer Takt- und einer Schülerlinie abgedeckt.
| Linie | Linienverlauf                             | Taktung (Mo–Fr) |
| ----- | ----------------------------------------- | --------------- |
| 225   | Weida – Niederpöllnitz – Münchenbernsdorf | Zweistundentakt |
| 227   | Weida – Frießnitz – Niederpöllnitz – Auma | Schülerverkehr  |